# Kleinbrabants
Kleinbrabants is een dialect dat wordt gesproken in Klein-Brabant, ten westen van de Vlaamse stad Mechelen. Het dialect is een variant van het Zuid-Brabants.

## Gebruik
Het Kleinbrabants wordt nog gesproken door zowel ouderen als jeugd, zij het bij de laatste groep slechts in beperkte mate.

## Voorbeelden
Hieronder enkele voorbeelden uit het dagelijks woordgebruik.
| Kleinbrabants | Algemeen Nederlands |
| ------------- | ------------------- |
| Ik gön        | Ik ga               |
| Ik zyn        | Ik ben              |
| Ik weur       | Ik word             |
| Ik gön deur   | Ik ga door          |
| Ik roa        | ik rij              |
| Tot fleus     | tot straks          |

Het Kleinbrabants - in enge zin - kan ingedeeld worden in drie groepen: het Sint-Amands, het Puurs en het Bornems. een typisch kenmerk: ook in dit Belgisch-Nederlands dialect gebruikt men ook een aantal woorden afgeleid uit het Frans, hieronder een voorbeeld.
| Frans woord | Kleinbrabants woord | Nederlands woord |
| ----------- | ------------------- | ---------------- |
| Un facteur  | Ne facteur          | Een postbode     |
| Un café     | Ne kaffee           | Een koffie       |

Er zijn ook gewoon woorden die niet vertaald kunnen worden, hieronder een voorbeeld.
| Kleinbrabants | Nederlands                |
| ------------- | ------------------------- |
| Een jat       | Een kopje (om te drinken) |
| Een pjyd      | een paard                 |
| jyrbezen      | Aardbeien                 |

Eveneens van het Frans: jatte.
In het Kleinbrabants zijn de plaatsnamen verschillend van het AN. Hieronder een voorbeeld van alle gemeenten en deelgemeenten van het kerngebied.
| Nederlands  | Kleinbrabants |
| ----------- | ------------- |
| Puurs       | Puus          |
| Ruisbroek   | Roasbroek     |
| Kalfort     | Kallefyt      |
| Breendonk   | Briëndoenk    |
| Liezele     | Liezel        |
| Lippelo     | Lippeloë      |
| Oppuurs     | Oppuus        |
| Sint-Amands | Sintamans     |
| Mariekerke  | Maurekerk     |
| Branst      | Brans         |
| Weert       | De Wyt        |
| Bornem      | Beurm         |
| Hingene     | Ingene        |
| Eikevliet   | Aakevliet     |